# Lebensmittelchemie

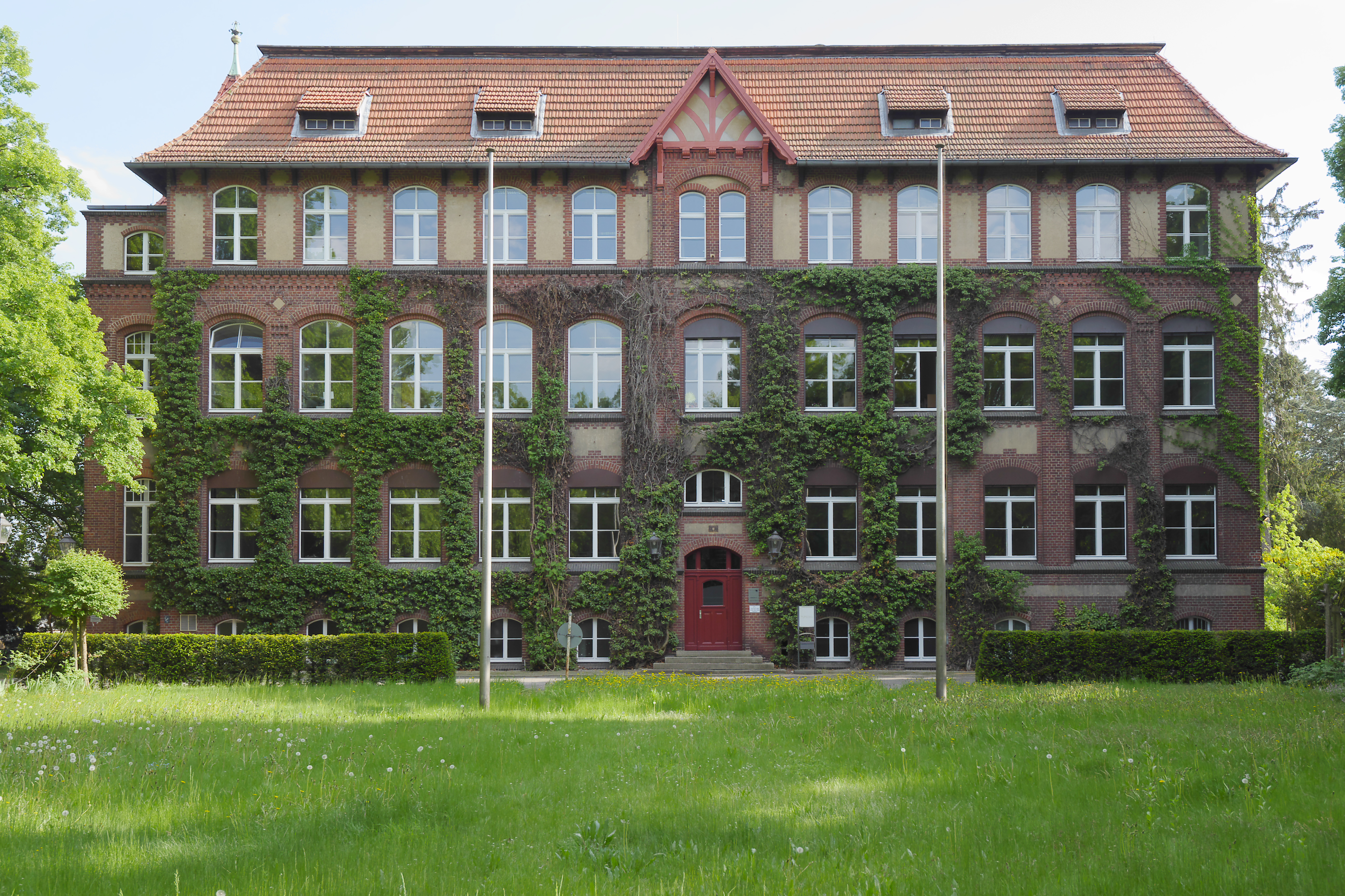
Institut für Lebensmitteltechnologie und Lebensmittelchemie der TU Berlin

Gegenstand der Lebensmittelchemie sind die Inhaltsstoffe der Lebensmittel und deren Veränderung von der Gewinnung der Rohstoffe bis zum Verzehr durch den Menschen. Damit stehen chemische Analytik, aber auch Bestimmung physikalischer Eigenschaften (beispielsweise der Farbe oder der Konsistenz) und zugehörige Labortätigkeiten im Vordergrund. Lebensmitteltechnologie dagegen umfasst die dazu gehörenden Verfahrensschritte der Lebensmittelherstellung samt Lagerung und Transport.

## Aufgaben und Ziele
Die Aufgabe der Lebensmittelchemie erstreckt sich weiter auf die Bereiche Umweltschutz, Qualitätskontrolle, Überwachung der Lebensmittelzusatzstoffe, Kosmetika und Bedarfsgegenstände sowie weitere Fachgebiete, die mit Lebensmitteln zusammenhängen. Das Ziel der Lebensmittelchemie ist die Kenntnis von der Zusammensetzung und Wirkung der Lebensmittel.
Die gewonnenen Erkenntnisse kommen im Idealfall den Verbrauchern zugute. Siehe hierzu auch: Verbraucherschutz.

## Abgrenzung zur Lebensmitteltechnologie
Die Lebensmittelchemie ist in Deutschland ein eigenständiges Forschungs-, Lehr- und Prüfungsfach. Nur staatlich geprüfte Lebensmittelchemiker dürfen in der amtlichen Untersuchung Lebensmittel begutachten oder als freiberufliche Sachverständige, im Auftrag der Lebensmittelhersteller, von der amtlichen Lebensmittelüberwachung gezogene Gegenproben untersuchen. Obwohl die Hochschulreform Studienabschlüsse wie Bachelor und Master auch im Fach Lebensmittelchemie ermöglicht hat, ist die Staatsprüfung daher (in Deutschland) der Regelabschluss von Lebensmittelchemikern.
In vielen Fällen dient die chemische Untersuchung von Lebensmitteln dazu, festzustellen, ob gesetzliche Anforderungen (Mindestmengen wertbestimmender Inhaltsstoffe, Höchstmengen unerwünschter Stoffe, Indizien unerlaubter Manipulationen) eingehalten worden sind. Die erforderlichen Rechtskenntnisse werden nach dem Studium in einem Praktikum an einer amtlichen Untersuchungseinrichtung erworben und vertieft. Während des Studiums werden neben den chemischen Grunddisziplinen (anorganische, organische, physikalische und Biochemie) und der speziellen Chemie der Lebensmittel auch die Gebiete Botanik, Mikrobiologie, Toxikologie und Lebensmittelrecht behandelt. Technologische Prozesse, die Veränderungen an den Inhaltsstoffen der Lebensmittel bewirken, werden unter diesem Gesichtspunkt behandelt. Grundsätzlich behandelt das Fach Lebensmittelchemie alle Lebensmittelgruppen sowie die Kosmetischen Mittel und sogenannte Bedarfsgegenstände gleich gewichtet. Die Verarbeitung und Produktion der Lebensmittel unter prozess- und maschinentechnischen Gesichtspunkten ist Gegenstand der ingenieurwissenschaftlich ausgerichteten Lebensmitteltechnologie.
Innerhalb der Lebensmitteltechnologie haben sich einzelne Fachrichtungen als eigenständige Fächer herausgebildet (Getränketechnologie, Brauereitechnik, Molkereitechnik, Fleischtechnologie, Getreidetechnologie, Verpackungstechnologie, Konserventechnologie). In den angelsächsischen Ländern existiert diese Unterteilung nicht – Lebensmittelchemie und -technologie werden dort in der „Food Science“ integriert.

## Geschichte

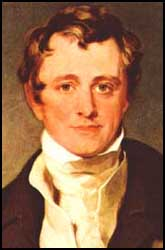
Humphry Davy

Nach diversen Entdeckungen von Pflanzeninhaltsstoffen begründete 1813 das Buch Elements of Agricultural Chemistry, in a Course of Lectures for the Board of Agriculture (Elemente der landwirtschaftlichen Chemie, in einer Reihe für das Landwirtschaftsgremium) von Sir Humphry Davy  die Lebensmittelchemie. Auf Grundlage dieses Buches begann an vielen amerikanischen Hochschulen die gezielte Untersuchung von Lebensmitteln in Bezug auf ihre Inhaltsstoffe. Großen Anteil an den Erkenntnissen des 19. Jahrhunderts hatte auch Harvey W. Wiley.
In Deutschland kann Joseph König als Begründer der Lebensmittelchemie als eigenständiger Wissenschaft angesehen werden. Sein mehrbändiges Werk Chemie der menschlichen Nahrungs- und Genußmittel aus dem Jahr 1878 führte erstmals Qualitätskontrollen in die Lebensmittelchemie ein und machte Münster zu einem Zentrum dieses Forschungszweiges.
Während im 19. Jahrhundert die Analyse der Inhaltsstoffe im Vordergrund stand, wurden seit dem Single-grain experiment der University von Wisconsin-Madison die Auswirkungen von Lebensmitteln auf Lebewesen zu einem weiteren wichtigen Forschungsfeld.

## Preis
In Deutschland wird seit 1934 die Joseph-König-Gedenkmünze von der Lebensmittelchemischen Gesellschaft vergeben.

## Nachschlagewerke
- L. Acker, K. G. Bergner [u. a.] (Hrsg.), Josef Schormüller (Gesamtredaktion): Handbuch der Lebensmittelchemie. 6 Bände. Springer Verlag, Berlin / Heidelberg / New York 1965–1970. DNB 456884874
- Alfred Thiel, Robert Strohecker und H. Patsch: Taschenbuch für die Lebensmittelchemie. Hilfstabellen für die Arbeiten des Chemikers, Lebensmittelchemikers, Gärungschemikers, Fettchemikers, Wasserchemikers und verwandter Berufe. Walter de Gruyter & Co., Berlin 1938 (= der Reihe Arbeitsmethoden der modernen Naturwissenschaften).

### Gesellschaften, Organisationen und Verbände
- Gesellschaft Deutscher Chemiker (GDCh) (Gesellschaft Deutscher Chemiker)
- Lebensmittelchemische Gesellschaft (LChG) (Lebensmittelchemische Gesellschaft)
- Junge LebensmittelchemikerInnen (AG-JLC) AG der LchG in der GDCh (Arbeitsgruppe Junge LebensmittelchemikerInnen)
- Bundesverband der Lebensmittelchemiker/-innen im öffentlichen Dienst e. V., Ratingen (abgekürzt BLC)
- Bundesministerium für Verbraucherschutz, Ernährung und Landwirtschaft (Bundesministerium für Ernährung und Landwirtschaft)
- Bundesamt für Verbraucherschutz und Lebensmittelsicherheit (BVL) (Bundesamt für Verbraucherschutz und Lebensmittelsicherheit)
- Bundesinstitut für Risikobewertung (BfR) (Bundesinstitut für Risikobewertung)
- Deutsche Gesellschaft für Ernährung (DGE) (Deutsche Gesellschaft für Ernährung)
- Bund für Lebensmittelrecht und Lebensmittelkunde e. V. (BLL) (Bund für Lebensmittelrecht und Lebensmittelkunde)